# República de Natal
La República de Natalia (Natalia Republiek en neerlandés) fue una república bóer, establecida en 1839 por los voortrekkers poco después de la famosa batalla del Río Sangriento. Estaba situada en la costa del océano Índico más allá del Cabo Oriental, y fue bautizada como Natal por marinos portugueses. La república fue conquistada y anexada por el Reino Unido en 1843. Después de la anexión, la mayoría de los voortrekkers emigraron al norte a Transorangia (después conocida como el Estado Libre de Orange) y al Transvaal.

## Historia

### Inmediatamente anterior a la República
Los primeros emigrantes bóeres en entrar a la comarca seguían a Pieter Retief (c. 1780-1838), de origen hugonote, que había vivido antes en la frontera oriental de la Colonia del Cabo y había sufrido severamente en las guerras coloniales. Cruzando los pasos desiertos de los Drakensberg Retief condujo a su grupo a la bahía de Natal en octubre de 1837. Fue de allí al poblado (kraal) de Dingane, el rey zulú, con el objeto de negociar la adquisición de terrenos para su gente.
Dingane accedió a condición de que los bóeres recuperasen para él cierto ganado robado por otro jefe; tras completar esta tarea, y con la ayuda del reverendo F. Owen, un misionero que entonces vivía en el kraal de Dingane, se redactó una escritura de cesión en inglés, que fue firmada por Dingane, Retief y otros 66 bóeres el 4 de febrero de 1838. Dos días después de la firma, Retief y su grupo, además de sus criados hotentotes, fueron asesinados a traición por órdenes de Dingane. Éste mandó entonces que sus impis mataran a todos los bóeres que habían entrado en Natal. Las fuerzas zulúes cruzaron el río Tugela ese mismo día, y la vanguardia de los bóeres fue masacrada, en un punto cerca de la ciudad de Weenen hoy en día, cuyo nombre (que significa llorar o llanto) es una conmemoración del acontecimiento. Otros granjeros se atrincheraron tras un círculo de carretas y fueron capaces de rechazar los ataques zulúes; los atacantes sufrieron serias pérdidas en una lucha cerca al Río del Bosquimano. Sin embargo, después una semana tras el asesinato de Retief, 600 bóeres (hombres, mujeres y niños) habían sido muertos por los zulúes.
Los pobladores británicos de la bahía, habiendo oído del ataque contra los bóeres, decidieron acudir en su favor, y unos 20 hombres bajo las órdenes de R. Biggar y seguidos por 700 zulúes amistosos cruzaron el Tugela cerca de su desembocadura. En una lucha desesperada el 17 de abril, los británicos fueron aplastados y solo cuatro europeos escaparon a la bahía. Los zulúes los persiguieron hasta Durban, lo que obligó a los habitantes sobreviventes de la ciudad a refugiarse durante un tiempo en un barco en el puerto. Después de que los zulúes se retiraran, menos de una docena de británicos volvió para vivir en el puerto; los misioneros, los cazadores y otros comerciantes volvieron a El Cabo. Mientras tanto los bóeres, que habían repelido los ataques zulúes contra sus laagers (formaciones de carretas), se habían unido a otros grupos de los Drakensberg, y cerca de 400 hombres bajo Hendrik Potgieter y Piet Uys avanzaron para atacar a Dingane. El 11 de abril, sin embargo, cayeron en una trampa puesta por los zulúes que con dificultad cortaron su salida. Entre los muertos estaban Piet Uys y su hijo Dirk, de 15 años, quien cabalgaba a su lado.

### LaBatalla del Río Sangriento
La situación de los granjeros bóer no era muy halagüeña, pero en diciembre recibieron refuerzos, y 460 hombres bajo el general Andries Pretorius marcharon para vengarse de los zulúes. El domingo 16 de diciembre, mientras formaban en círculo de carretas cerca del río Umslatos, fueron atacados por más de 10 000 zulúes. Los bóeres tenían armas de fuego, los zulúes solo sus assegais, y después de una lucha de tres horas los zulúes fueron totalmente derrotados, perdiendo a miles mientras los granjeros solo sufrieron una docena de heridos.

### Los británicos en Puerto Natal (hoyDurban)
Volviendo al sur, Pretorius y sus hombres fueron sorprendidos por la noticia de la ocupación de Puerto Natal el 4 de diciembre por un destacamento del 72° Regimiento de Highlanders, enviados allí desde Colonia de El Cabo. El entonces gobernador de El Cabo (general Sir George Napier) había invitado formalmente a los emigrantes de origen británico a volver a Natal, declarando que tomaría posesión militar del puerto en cuanto lo deseara. Aun así, Napier no tenía intención de hacer de Natal una colonia británica, pero deseaba impedir que los bóeres estableciesen una república independiente con un puerto por el cual se pudiese acceder al interior. Después de permanecer en el puerto solo un año, los Highlanders fueron retirados durante la Nochebuena de 1839.

## La República de Puerto Natal y las comarcas aledañas
Mientras tanto los bóeres habían fundado Pietermaritzburg, en honor a sus líderes muertos Piet Retief y Gerhard Maritz, y la habían hecho su capital y el asiento de su Volksraad (Congreso). Aunque los bóeres habían derrotado a los zulúes en una batalla, no los conquistaron o sojuzgaron, y siguieron existiendo como un grupo distinto con su propia organización dentro de su propio territorio al norte y este en la región conocida como Zululandia. Rindieron su poder absolutamente a Natal, por un tiempo, hasta que se unieron con Mpande, el hermanastro de Dingane, en un ataque contra el rey zulú. Dingane fue completamente derrotado y poco después falleció, Mpande se hizo rey en su lugar por el favor de los bóeres. Una alianza de los bóer con Mpande, el nuevo rey zulú, mantuvo la paz entre los bóeres y zulúes, y permitió la creación y la estabilidad de la República Natalia.
Hasta ese tiempo, los asuntos de la comunidad bóer habían sido manejados con prudencia y sagacidad y podrían haber establecido un estado duradero. Pero su impaciencia en la administración, reflejada en la forma de gobierno adoptada, condujo a consecuencias desastrosas. El poder legislativo fue concedido, nominalmente, al Volksraad (compuesto por veinticuatro miembros), mientras el presidente y el ejecutivo fueron cambiados cada tres meses. Pero siempre que cualquier medida de importancia debiera ser decidida se llamaba a una reunión het publiek, es decir de todos quienes decidieran asistir, para sancionar o rechazar la decisión. "El resultado", dice Theal, "era la anarquía completa. Las decisiones de un día eran con frecuencia revertidas al siguiente, y cada uno se sintió libre de desobedecer cualquier ley que él no aprobó... La opinión pública de la hora en cada sección de la comunidad era la única fuerza en la tierra" (Historia de Sudáfrica 1834 - 1854, capítulo XLIV). Mientras esa era la situación interior durante el período de autogobierno, los colonizadores guardaban grandes perspectivas territoriales. Estaban en relajada alianza con y en cuasi supremacía sobre las comunidades bóer que habían dejado El Cabo y se habían establecido en Winburg y Potchefstroom. Se habían declarado un estado libre e independiente bajo el título de la "República de Puerto Natal y las comarcas aledañas" y buscaron (septiembre de 1840) de Sir George Napier en El Cabo un reconocimiento de su independencia por Gran Bretaña.
Sir George, sin instrucciones definidas de Inglaterra, no podía dar ninguna respuesta decisiva, pero estuvo amistosamente dispuesto con los granjeros de Natal. Este sentimiento, sin embargo, cambió por lo que Sir George (y muchos holandeses en Natal también) pensaron fue un ataque deliberado e injustificable (diciembre de 1840) a una tribu de kaffirs en el sur de Colonia de Cabo, frontera por un comando bajo Andries Pretorius, que salieron, nominalmente, a recuperar ganado robado. Habiendo recibido con mucho detalle una intimación de Londres que la reina "no podía reconocer la independencia de sus propios súbditos, pero que el comercio de los granjeros emigrantes sería considerado en el mismo pie que el de cualquier otro establecimiento británico", recibirían una fuerza militar para excluir la interferencia de la comúnmente llamada República Natalia o Natal de la posesión por cualquier otro poder europeo. Sir George comunicó esta decisión al Volksraad en septiembre de 1841.

### La influencia británica
Conforme al arreglo propuesto los bóeres pudieron haber asegurado fácilmente las ventajas del autogobierno, sujeto a un reconocimiento de la supremacía británica, junto con los beneficios de la protección militar, ya que el gobierno británico estaba entonces muy poco dispuesto a ampliar sus responsabilidades coloniales. Los bóeres, sin embargo, se ofendieron fuertemente por la afirmación británica de que no podían dejar la nacionalidad británica, tampoco estuvieron preparados para ver más allá de los límites de cualquier posesión británica reconocida; además su único puerto estaba ocupado por tropas británicas y rechazaron las proposiciones de Napier. Este, por lo tanto, el 2 de diciembre de 1841, publicó una proclama en la cual declaró que dado que los granjeros emigrantes rechazaban ser tratados como súbditos británicos y ante su actitud hacia las tribus kaffir, tenía la intención de reanudar la ocupación militar del Puerto Natal.
Esta proclama fue contestada en un acta larguísima, datada el 21 de febrero de 1842, preparada por J. N. Boshof (después presidente del Estado Libre de Orange), de lejos el holandés más calificado que se haya instalado en Natal. En esta acta los granjeros atribuyeron todos sus problemas a la ausencia de un gobierno representativo, que había sido repetidamente peticionado por ellos cuando todavía vivían en la Colonia de El Cabo y a menudo negado o retrasado, y concluían protestando contra la ocupación de cualquier parte de su territorio por tropas británicas. Un incidente que ocurrió inmediatamente después de estos acontecimientos animó enormemente a los bóeres a persistir en su oposición a Gran Bretaña.
En marzo de 1842 un buque holandés enviado por G. G. Ohrig, un comerciante de Ámsterdam que simpatizaba con la causa de los granjeros emigrantes, alcanzó Puerto Natal, y su sobrecargo, J. A. Smellekamp (un hombre que posteriormente jugó una rol en la temprana historia del Transvaal y del Estado Libre de Orange), concluyó un tratado con el Volksraad asegurándoles la protección de Holanda. Los bóeres de Natal creyeron que los Países Bajos eran una de las grandes potencias de Europa, y fueron firmemente persuadidos de que su gobierno les ayudaría en la resistencia a Inglaterra.
El gobierno británico estaba todavía indeciso en cuanto a su política hacia Natal. En el abril de 1842 Lord Stanley (después 14.º conde de Derby), entonces secretario para las colonias en la segunda Administración de Peel, escribió a Sir George Napier que el establecimiento de una colonia en Natal no sería visto favorablemente, pero al mismo tiempo declaró que las pretensiones de los emigrantes de ser considerados como una comunidad independiente no podían ser admitidas. Varias medidas propuestas pudieron haber agravado la situación. Finalmente, por deferencia a las fuertes opiniones impulsadas por Sir George Napier, Lord Stanley, en un despacho del 13 de diciembre, recibido en Ciudad de El Cabo el 23 de abril de 1843, consintió en hacer de Natal una colonia británica.
Las instituciones adoptadas debían estar en lo posible de acuerdo con los deseos de las personas, pero era una condición fundamental "que no debería haber en la ley ningún diferencia o descalificación en absoluto, fundada en la mera diferencia de color, origen, lengua o credo". Sir George entonces designó a Henry Cloete (un hermano del Coronel Cloete) como enviado especial para explicar al Volksraad de Natal la decisión del gobierno. Había un numeroso partido de bóeres de Natal que todavía se oponían fuertemente a los británicos, y fueron reforzados por numerosos grupos de bóeres que vinieron de los Drakensberg desde Winburg y Potchefstroom.
El comandante Jan Mocke de Winburg (que había ayudado a sitiar al capitán Smith en Durban) y otros del 'partido de guerra' intentaron inducir el Volksraad a no rendirse, y se formuló un plan para asesinar Pretorius, Boshof y otros líderes, que estaban convencidos de que la única posibilidad de terminar con el estado de anarquía completa en la cual el país había caído era aceptando la soberanía británica. En estas circunstancias la tarea de Henry Cloete era de gran dificultad y delicadeza. Se comportó con sumo tacto y se deshizo de los ciudadanos de Winburg y Potchefstroom declarando que él recomendaría a los Drakensberg como el límite del norte de Natal. El 8 de agosto de 1843 el Volksraad de Natal acordó por unanimidad los términos propuestos por Lord Stanley. Muchos de los bóeres que no reconocieron el dominio británico emigraron una vez más hacia las montañas en lo que sería el Estado Libre de Orange y el Transvaal. Al final de 1843 no había más de 500 familias holandesas residiendo en Natal.
Cloete, antes de volver a El Cabo, visitó a Mpande y obtuvo de él una valiosa concesión. Hasta ese momento el Río Tugela desde su fuente a su desembocadura había sido la frontera reconocida entre Natal y Zululandia. Mpande dio a Natal todo el territorio comprendido entre los ríos Búfalo y Tugela, que ahora forman el condado del Río Klip.

## Período posterior
Proclamada la Colonia de Natal británica en 1843, se hizo parte de la Colonia del Cabo en 1844. Sin embargo, hacia fines de 1845 una efectiva administración fue instalada con Martin West como teniente gobernador con lo que el poder del Volksraad finalmente vio su final. Después de la guerra anglo-zulú de 1879 en la que los británicos derrotaron al ejército zulú, Zululandia fue anexado a Natal en 1893. Se convirtió en una de las cuatro provincias fundacionales de la Unión de Sudáfrica, y es ahora el KwaZulu-Natal. Esta provincia es todavía casa de la nación zulú, pero también tiene una gran población india, así como una población de descendientes de los bóer blancos del norte y de los descendientes de los pobladores británicos principalmente en las ciudades.